# Amerikansk mastodont
Amerikansk mastodont (Mammut americanum) er en uddød snabeldyrsart i mastodontslægten (Mammut).
Den amerikanske mastodont var udbredt i Nordamerika i kvartærtiden og levede der endnu i postglacial tid (holocæn), da mennesket ankom. Den var lidt mindre end nutidige elefanter men kraftigere bygget og havde store stødtænder. Ligesom den uldhårede mammut havde den sandsynligvis pels. Den spiste især blade og kviste fra forskellige træer.

## Missouris leviathan
Ved Missourifloden i USA blev der i 1840 fundet nogle store, fossile knogler, som man satte sammen til et stort, mammutlignende dyr. I virkeligheden var der tale om to sæt knogler fra to individer, og rekonstruktionen fik adskillige ekstra par ribben. Man mente den havde levet i vandet og haft svømmefødder. Hornene var stødtænder, som var blevet anbragt omvendt oven på hovedet. Dyret fik navnet Missouris Leviathan efter den havlevende drage fra bibelen.
| Naturvidenskab | Spire Denne naturvidenskabsartikel er en spire som bør udbygges. Du er velkommen til at hjælpe Wikipedia ved at udvide den. |